# Mantidactylus mocquardi
Mantidactylus mocquardi is een kikkersoort uit de familie gouden kikkers (Mantellidae).
De kikker werd voor het eerst wetenschappelijk beschreven door Fernand Angel in 1929. De soortaanduiding mocquardi is een eerbetoon aan de Franse herpetologist François Mocquard.
De soort komt voor in delen van Afrika en leeft endemisch in Madagaskar. De kikker is te vinden in de kuststrook in het oosten van het eiland tot op een hoogte van 2500 meter boven zeeniveau. De natuurlijke habitat beslaat al dan niet bergachtig subtropisch of tropisch regenwoud, scrubland, rivierachtig gebied en bosachtig gebied dat momenteel in slechte toestand verkeert. Mantidactylus mocquardi wordt met uitsterven bedreigd door het verlies van zijn natuurlijke habitat.
Deze soort lijkt sterk op Mantidactylus femoralis.